# Мъж за милиони (филм, 2006)
Вижте пояснителната страница за други значения на Мъж за милиони.
„Мъж за милиони“ е български телевизионен игрален филм (романтичен, комедия, драма) от 2006 година на режисьора Любомир Халачев, по сценарий на Любомир Халачев и Кольо Петков. Оператор е Мартин Димитров. Музиката във филма е композирана от Митко Щерев. Художник е Борис Нешев.

## Актьорски състав
- Любен Чаталов – Любо Петров
- Ина Попова – Меги
- Пламена Гетова – Елена
- Антон Радичев – Тони
- Ангел Георгиев – Кольо
- Илиана Коджабашева – Еми
- София Бобчева – Лора
- Веселин Ранков – адвоката
- Мариан Бачев – Стефан
- Лина Златева – Поли
- Елена Бойчева – Лили
- Емил Розов – полицай
- Антония Димчева – Сюзан
- Красимира Казанджиева – ас. режисьорка
- Десислава Иванова – келнерка
- Мариана Карчева – Галя
- Стефан Германов – портиер
- Явор Гигов – мъж в къщата
- Радосвета Петкова – тийнейджърка
- Максим Генчев – барман в хотела
- Бистра Копанарова – рецепционистка
- Гергана Плетньова – Бистра
- Калоян Неделчев – тв оператор
- Даниел Ахмаков – уличен танцьор
- Анелия Калева – улична танцьорка
- Николай Върбанов – клиент на такси
- Михаил Милчев – звукорежисьор
- Цветан Ценов – пощаджия
- Жанет Миовска– актриса в театъра
- Любен Петкашев – барман в театъра
- Нона Йотова – французойка с шапка
- Мартин Раков – детето
- котаракът Амбър – в ролята на Мишо

в епизодите:
- М. Николов
- К. Станчев
- Т. Камберова
- В. Митов
- А. Панайотов
- М. Славкова
- Р. Илиева
- Г. Иванова
- Н. Славеева
- Е. Кулевска
- Л. Кулевска
- Б. Казаков
- Х. Илиев
- Р. Пейчев
- Н. Зайков
- Б. Цветков
- Б. Тодоров

и други.